# Свертушка сіровола
Све́ртушка сіровола (Microspingus cabanisi) — вид горобцеподібних птахів родини саякових (Thraupidae). Мешкає в Південній Америці. Вид названий на честь німецького орнітолога Жана Луї Кабаніса. Раніше сіроволі свертушки вважалися конспецифічними з рудогузими свертушками.

## Поширення і екологія
Сіроволі свертушки мешкають на південному сході й півдні Бразилії (на південь від Сан-Паулу), в Уругваї, на крайньому сході Парагваю та на сході Аргентини, в долині річки Уругвай. Вони живуть у вологих атлантичних лісах, у галерейних лісах і чагарникових заростях. Зустрічаються на висоті до 2100 м над рівнем моря.